# Kenocymbium
Kenocymbium es un género de arañas araneomorfas de la familia Linyphiidae. Se encuentra en el Sudeste de Asia. 

## Lista de especies
Según The World Spider Catalog 12.0:
- Kenocymbium deelemanae Millidge & Russell-Smith, 1992
- Kenocymbium simile Millidge & Russell-Smith, 1992